# Dongbu-dong, Gyeongsan
Dongbu-dong (koreanska: 동부동) är en stadsdel i staden Gyeongsan i provinsen Norra Gyeongsang, i den sydöstra delen av Sydkorea, 250 km sydost om huvudstaden Seoul.